# Confederação Brasileira das Escolas de Samba
Confederação Brasileira das Escolas de Samba também conhecida pela sigla CBES foi uma entidade representativa das escolas de samba, criada na cidade do Rio de Janeiro em 7 de setembro de 1951. Inicialmente, chamava-se apenas Confederação das Escolas de Samba. De acordo com Nelson da Nóbrega Fernandes, descenderia da UCES.
A entidade não concordou em participar da fusão entre a UGESB e a FBES, que daria origem à AESCRJ. Em 1962, foi uma das organizadoras do Congresso Nacional de Samba. Atuou até 1973 somente no Carnaval do Rio de Janeiro, expandindo sua atuação para todo o território brasileiro após essa data.
Embora oficialmente ainda tenha continuado a existir, praticamente extinguiu suas atividades após 1980, com a morte de Amaury Jório.
Foi citada em 2004 pela Vila Santa Tereza em seu enredo sobre a história da Associação das Escolas de Samba.

## Controvérsias
De acordo com historiadores ligados à Unidos de Cosmos, a Confederação, entidade à qual a escola era filiada em 1969, não lhe dava apoio, e não teria validado seu desfile naquele ano, o que teria levado a escola a buscar filiação na AESCRJ.